# Saint-Vrain (Essonne)
 Saint-Vrain  ist eine französische Gemeinde mit 3046 Einwohnern (Stand 1. Januar 2022) im Département Essonne in der Region Île-de-France. Sie gehört zum Arrondissement Palaiseau und zum Kanton Brétigny-sur-Orge. 

## Nachbargemeinden
Umgeben ist Saint-Vrain von den Nachbargemeinden Leudeville im Norden, Vert-le-Petit im Nordosten, Itteville im Osten, Bouray-sur-Juine im Süden, Lardy im Südwesten, Cheptainville im Westen und Marolles-en-Hurepoix im Nordwesten.

## Bevölkerungsentwicklung
| Jahr      | 1962 | 1968 | 1975 | 1982 | 1990 | 1999 | 2009 |
| Einwohner | 873  | 1473 | 2104 | 2295 | 2307 | 2801 | 2788 |

## Sehenswürdigkeiten
- Kirche Saint-Caprais (13. Jahrhundert, Monument historique 1926)
- Obelisk (Monument historique 1948)
- Schloss Saint-Vrain (Privatbesitz) und Schlosspark (öffentlicher Zoo)

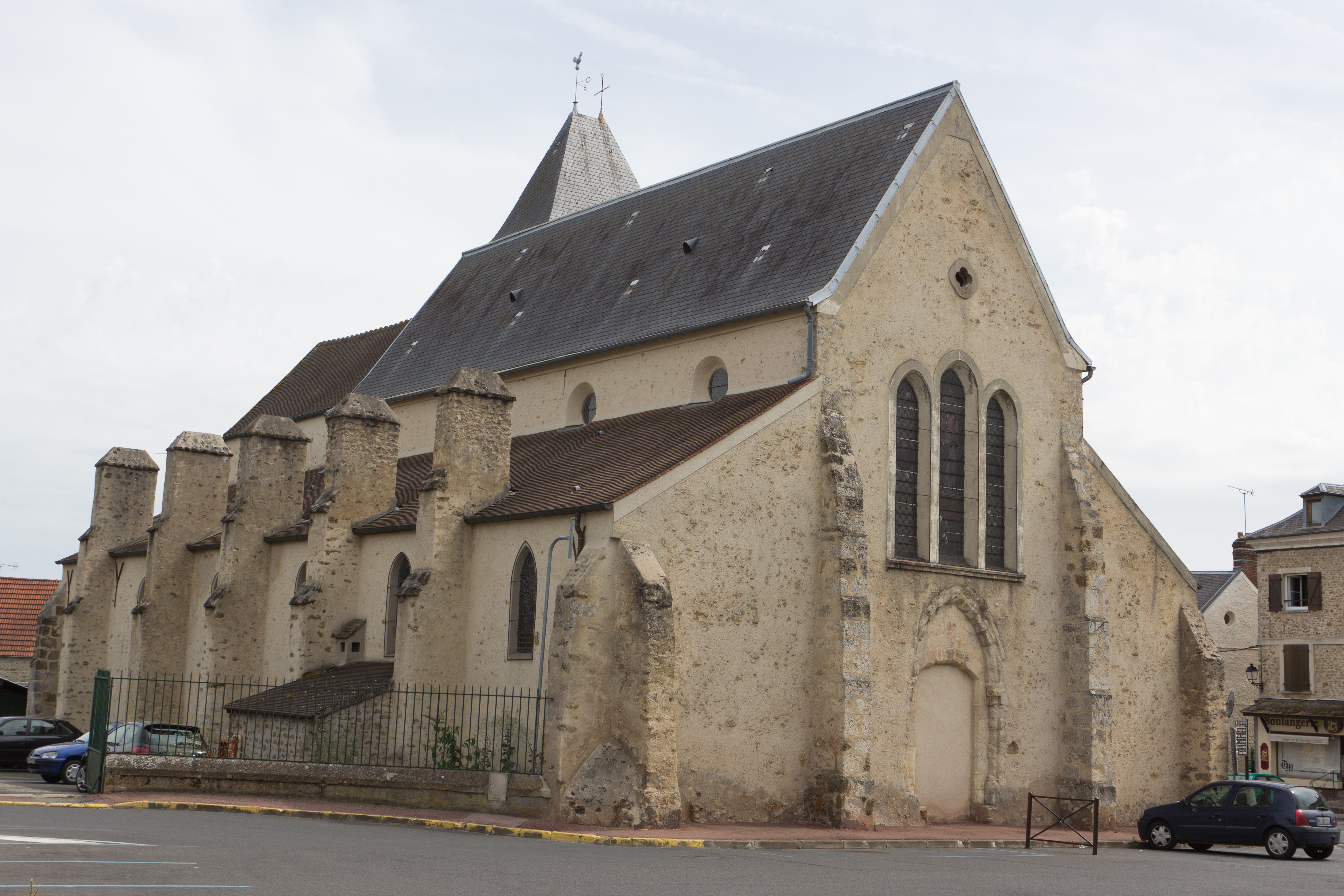
Kirche

## Persönlichkeiten
- Madame du Barry (1743–1793), Mätresse, lebte in Saint-Vrain nach dem Tod Ludwig XV.

## Städtepartnerschaften
- Thaxted (Großbritannien), seit 2000